# Rubécourt-et-Lamécourt
Rubécourt-et-Lamécourt – miejscowość i dawna gmina we Francji, w regionie Grand Est, w departamencie Ardeny. W 2013 roku liczba ludności wynosiła 130 mieszkańców. 
1 stycznia 2017 roku połączono dwie wcześniejsze gminy: Bazeilles, Rubécourt-et-Lamécourt oraz Villers-Cernay. Siedzibą gminy została miejscowość Bazeilles, a nowa gmina przyjęła jej nazwę. 